# Coupe d'Algérie de basket-ball 2008-2009
Navigation
Coupe d'Algérie 2007-2008 Coupe d'Algérie 2009-2010
La Coupe d'Algérie 2008-2009 est la 38e édition de la Coupe d'Algérie de basket-ball, compétition à élimination directe mettant aux prises des clubs de basket-ball amateurs et professionnels affiliés à la fédération algérienne de basket-ball.
Le tenant du titre est l'GS Pétroliers, vainqueur durant la saison précédente face au AS PTT Alger.

## Résultats

### Seizièmes de finale
| #  | Date            | Club 1                 | Résultat         | Club 2         | Lieu                 |
| -- | --------------- | ---------------------- | ---------------- | -------------- | -------------------- |
| 1  | 12 Février 2009 | ARBEE (Alger-Centre)   | 53-81            | TRB Blida      | 14h00 a Staoueli     |
| 2  | 12 Février 2009 | AS PTT Alger           | 106-45           | AC Boumerdès   | 14h00 a Dar El-Beïda |
| 3  | 12 Février 2009 | WA Boufarik            | 73-39            | CS Constantine | 14h00 a El-Eulma     |
| 4  | 12 Février 2009 | OMS Miliana            | 66-70            | USMM Hadjout   | 14h00 a El-Harrach   |
| 5  | 12 Février 2009 | WB Aïn Bénian          | 84-60            | MOO Ouargla    | 14h00 a Ain-Bénian   |
| 6  | 12 Février 2009 | USM Alger              | 63-93            | CRB Dar Beida  | 15h30 a Staoueli     |
| 7  | 12 Février 2009 | NA Hussein Dey         | 72-53            | MC Saïda       | 15h30 a El-Eulma     |
| 8  | 12 Février 2009 | AS Hamma Anasser       | 67-71            | NB Staoueli    | 15h30 a Dar El-Beïda |
| 9  | 13 Février 2009 | CRM Birkhadem          | 57-43            | OM Bel Abbès   | 10h30 a Chlef        |
| 10 | 13 Février 2009 | AU Annaba              | (retrait l'AUA)  | CSMBB Ourgla   | 10h30 a Batna        |
| 11 | 13 Février 2009 | Olympique Batna        | Exempté          | Exempté        | Exempté              |
| 12 | 14 Février 2009 | NRM El Harrach         | (retrait NRMH)   | MB Saïda       | match annulé         |
| 13 | 14 Février 2009 | CRB Temouchent         | (retrait ASPTTO) | ASPTT Oran     | match annulé         |
| 14 | 14 Février 2009 | CM Constantine         | (retrait CMC)    | AB Skikda      | match annulé         |
| 15 | 14 Février 2009 | IRB Bordj Bou Arreridj | (retrait JSBM)   | JSB M'Sila     | match annulé         |
| 16 | 14 Février 2009 | GS Pétroliers          | Exempté          | Exempté        | Exempté              |

### Huitièmes de finale
| # | Date         | Club 1          | Résultat | Club 2                 | Lieu                       |
| - | ------------ | --------------- | -------- | ---------------------- | -------------------------- |
| 1 | 12 Mars 2009 | NB Staoueli     | 69-72    | AB Skikda              | 14h00 a M'Sila             |
| 2 | 12 Mars 2009 | GS Pétroliers   | 102-62   | CRB Temouchent         | 15h00 a Oran               |
| 3 | 12 Mars 2009 | WA Boufarik     | 80-58    | IRB Bordj Bou Arreridj | 15h30 a M'Sila             |
| 4 | 12 Mars 2009 | USMM Hadjout    | 69-79    | CRB Dar Beida          | 17h30 a Hydra              |
| 5 | 12 Mars 2009 | TRB Blida       | 69-74    | CRM Birkhadem          | 18h00 a Dar El-Beïda       |
| 6 | 12 Mars 2009 | Olympique Batna | 70-83    | NA Hussein Dey         | 17h00 a Bordj Bou-Arreridj |
| 7 | 12 Mars 2009 | CSMBB Ouargla   | 40-65    | WB Ain Bénian          | 17h00 a Biskra             |
| 8 | 13 Mars 2009 | AS PTT Alger    | 71-59    | MC Saida               | 10h30 a Tlemcen            |

### Quarts de finale
| # | Date          | Club 1        | Résultat | Club 2         | Lieu             |
| - | ------------- | ------------- | -------- | -------------- | ---------------- |
| 1 | 15 avril 2009 | AB Skikda     | 68-82    | GS Pétroliers  | 14h00 a Hydra    |
| 2 | 16 avril 2009 | ASPTT Alger   | 75-57    | CRM Birkhadem  | 15h00 a Hydra    |
| 3 | 16 avril 2009 | WA Boufarik   | 77-81    | CRB Dar Beida  | 15h30 a Staouéli |
| 4 | 16 avril 2009 | WB Ain Bénian | 71-57    | NA Hussein Dey | 17h00 a Hydra    |

### Demi-finales
| # | Date         | Club 1        | Résultat | Club 2        | Lieu                         |
| - | ------------ | ------------- | -------- | ------------- | ---------------------------- |
| 1 | 12 juin 2009 | ASPTT Alger   | 91-79    | WB Ain Bénian | Salle omnisports de Staouéli |
| 2 | 12 juin 2009 | GS Pétroliers | 87-67    | CRB Dar Beida | Salle omnisports de Staouéli |

### finale
| Date         | Vainqueur     | Finaliste   | Score | Lieu                         |
| ------------ | ------------- | ----------- | ----- | ---------------------------- |
| 25 juin 2009 | GS Pétroliers | ASPTT Alger | 95-75 | salle omnisports de Staouéli |